# Jozjef Sabo
Jozjef Sabo (Oekraïens: Йожеф Йожефович Сабо, Hongaars: József Szabó) (Ungvár, 29 februari 1940) is een Oekraïens voetbalcoach van Hongaarse afkomst en kwam als speler nog uit voor de Sovjet-Unie. Hij werd geboren in de van oudsher Hongaarse stad Ungvár, dat na de Tweede Wereldoorlog bij Oekraïne ingelijfd werd en de naam Oezjhorod kreeg.

## Biografie
Sabo maakte grote faam bij Dynamo Kiev, waarmee hij vier keer de landstitel won en twee keer de beker. Na zijn verblijf bij Dynamo ging hij voor Zarja Vorosjilovgrad spelen en daarna sloot hij zijn carrière af bij Dinamo Moskou, waarmee hij in 1972 nog de finale van de Europacup II speelde en verloor van Glasgow Rangers. Van 1965 tot 1968 was hij ook international.
Na zijn spelerscarrière werd hij trainer voor enkele Oekraïense clubs in de late jaren zeventig. Pas in 1993 werd hij opnieuw trainer, nu bij zijn grote liefde Dynamo Kiev en won hier vier keer op rij de landstitel mee. Hij combineerde deze baan ook met de baan van bondscoach. In 2007 zou hij Anatoli Demjanenko opvolgen als nieuwe coach van Dynamo, maar om gezondheidsredenen zette hij een stap terug en beëindigde zijn carrière.
- Gemeinsame Normdatei: 1257963171
- Virtual International Authority File: 2049165326595116290007
- WorldCat: E39PBJkD6j3jDtfkWbvkGFw6Kd